# Michele Capanna
Michele Capanna (Genova, 13 luglio 1976) è un pallanuotista italiano.

## Statistiche

### Presenze e reti nei club
Statistiche aggiornate al 23 dicembre 2010.
| Stagione                | Squadra                 | Campionato              | Campionato | Campionato | Coppe nazionali | Coppe nazionali | Coppe nazionali | Coppe continentali | Coppe continentali | Coppe continentali | Totale | Totale |
| Stagione                | Squadra                 | Comp                    | Pres       | Reti       | Comp            | Pres            | Reti            | Comp               | Pres               | Reti               | Pres   | Reti   |
| ----------------------- | ----------------------- | ----------------------- | ---------- | ---------- | --------------- | --------------- | --------------- | ------------------ | ------------------ | ------------------ | ------ | ------ |
| 2002-2003               | Mameli                  | A2                      | ?          | ?          | -               | -               | -               | -                  | -                  | -                  | ?      | ?      |
| 2003-2004               | Mameli                  | A2                      | ?          | ?          | -               | -               | -               | -                  | -                  | -                  | ?      | ?      |
| Totale Mameli di Voltri | Totale Mameli di Voltri | Totale Mameli di Voltri | ?          | ?          |                 | -               | -               |                    | -                  | -                  | ?      | ?      |
| 2004-2005               | Vallescrivia            | A2                      | ?          | ?          | -               | -               | -               | -                  | -                  | -                  | ?      | ?      |
| 2005-2006               | Vallescrivia            | A2                      | ?          | ?          | -               | -               | -               | -                  | -                  | -                  | ?      | ?      |
| 2006-2007               | Vallescrivia            | A2                      | ?          | ?          | -               | -               | -               | -                  | -                  | -                  | ?      | ?      |
| Totale Vallescrivia     | Totale Vallescrivia     | Totale Vallescrivia     | ?          | ?          |                 | -               | -               |                    | -                  | -                  | ?      | ?      |
| 2007-2008               | Camogli                 | A2                      | ?          | ?          | -               | -               | -               | -                  | -                  | -                  | ?      | ?      |
| 2008-2009               | ?                       | ?                       | ?          | ?          | -               | -               | -               | -                  | -                  | -                  | ?      | ?      |
| 2009-2010               | Bogliasco               | A1                      | ?          | 0          | -               | -               | -               | -                  | -                  | -                  | ?      | 0      |
| 2010-2011               | Bogliasco               | A1                      | 10         | 0          | -               | -               | -               | -                  | -                  | -                  | 10     | 0      |
| Totale Bogliasco        | Totale Bogliasco        | Totale Bogliasco        | ?          | 0          |                 | -               | -               |                    | -                  | -                  | ?      | 0      |
| Totale carriera         | Totale carriera         | Totale carriera         | ?          | ?          |                 | -               | -               |                    | -                  | -                  | ?      | ?      |